# Fred Paul
Fred Paul (1880 – 1967) foi um ator britânico nascido na Suíça e diretor de cinema. Paul nasceu na cidade de Lausana em 1880 e mudou-se para Grã-Bretanha desde jovem. Ele foi um prolífico ator e diretor na década de 1910 e 1920, mas sua carreira declinou drasticamente com a chegada dos filmes sonoros.

## Filmografia selecionada
Diretor
- The Second Mrs Tanqueray (1916)
- The Vicar of Wakefield (1916)
- Lady Windermere's Fan (1916)
- Her Greatest Performance (1916)
- The Lyons Mail (1916)
- The Duchess of Seven Dials (1920)
- Lady Tetley's Decree (1920)
- If Four Walls Told (1922)
- The Last Witness (1925)
- Safety First (1926)
- Thou Fool (1926)
- The Luck of the Navy (1927)
- The Broken Melody (1929)
- In a Lotus Garden (1931)

Ator
- East Lynne (1913)
- Lights of London (1914)
- John Halifax, Gentleman (1915)
- If Four Walls Told (1922)
- The Right to Strike (1923)
- The Last Witness (1925)

Produtor
- Dombey and Son (1917)